# ケグ

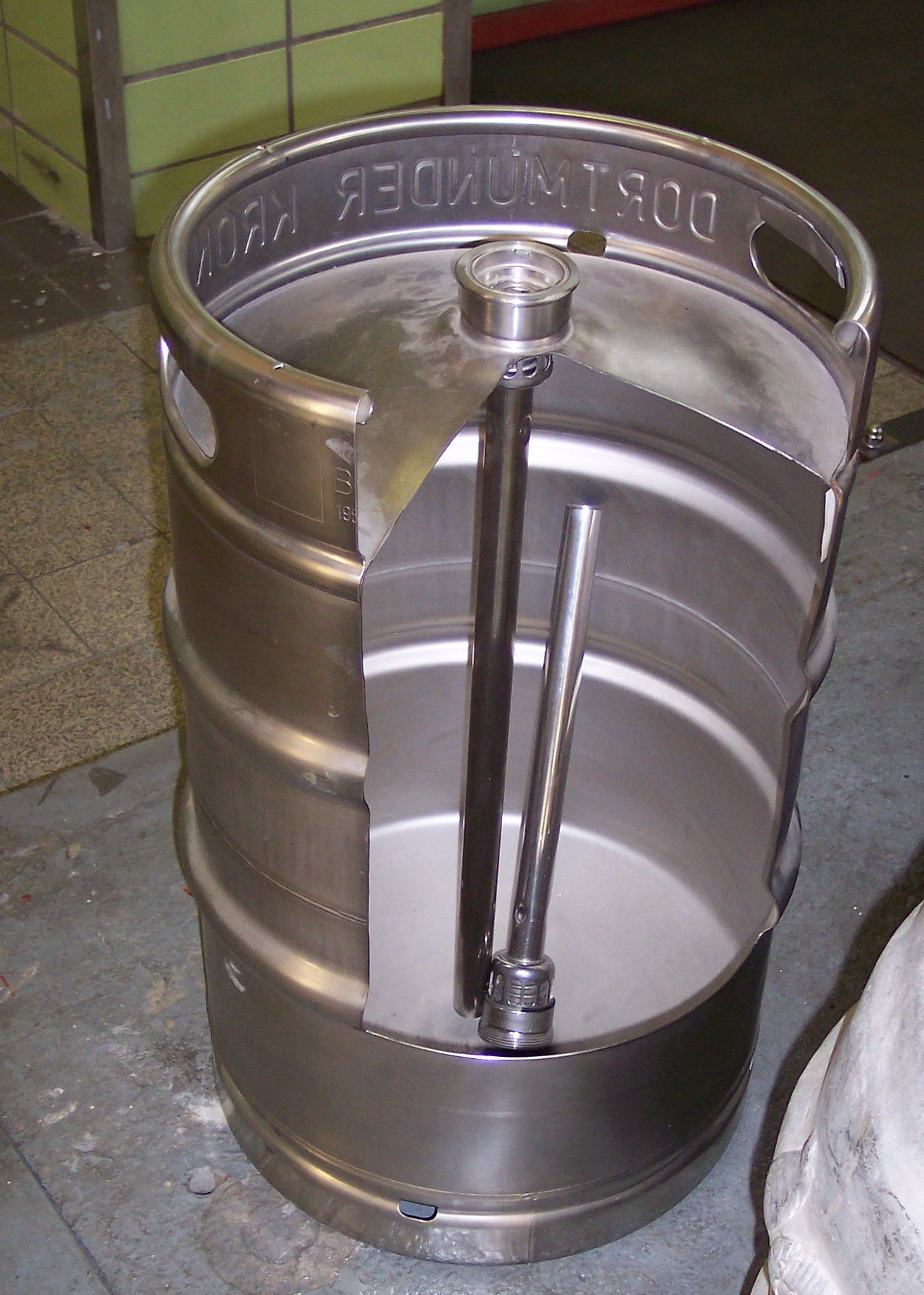
DIN規格50 Lケグの内部構造

ケグ（keg）は、主にアルミニウム、鉄、木でできた円筒状の容器である。通常はビールの貯蔵、輸送やサーバーとして使用されている。アルコール飲料やソフトドリンク、炭酸飲料や非炭酸飲料も同様にケグに入れられている。これらの液体は通常は加圧されている。
以前、ケグはクーパー（cooper）により作られる小さな木製のものであり、それらは釘や火薬のようなものを輸送するために使用されていた。

## ビール用ケグ
ビール用ケグはほとんどがステンレス製で、それよりも一般的ではないがアルミニウム製もある。ケグは片面に1つだけ開口部があり、そこからもう一方の面に向かい「スピアー」（spear）と呼ばれる管が伸びている。ケグの栓が抜かれてから取り付けられる継ぎ手により開かれる自動閉鎖式バルブが付いている。ガス（通常は炭酸ガス）がビールをケグの外に押し出せるようにスピアーの先端にも穴が開いており、継ぎ手にはケグから出てくるビールやケグへ入るガスの量を調整するためのバルブが1つか2つ付いている。ビールを出すためにはケグを開口部がある面を上にして置かねばならない。ケグは「カスク」（cask）と対比されることがあるが、カスクには2つかそれ以上の開口部がありスピアーは付いていない。

## サイズ
歴史的にビール樽の標準サイズは50ガロン、それに対してワイン樽は32ガロンで油樽は42ガロンであった。年を経て樽の大きさは様々となり、各地の醸造所が異なる大きさの樽を使用することになった。2つのケグの容量が同じ場合（例えばe.g. metricized to 50 liter）でさえ、ケグの形状と封栓方式は異なっていた。

### USケグの大きさ
米国のほとんどの醸造所は14から16ガロンの1/2バレル、7から8ガロンの1/4バレル、5から6ガロンの1/6バレル単位でビールを販売している。
ケグの大きさが標準化されていないことから、ケグを液体の体積用の標準物理単位として使用することはできない。個々の州や醸造所で使用されている様々な種類の大きさは、米ガロンよりもメートル法を基準に使用している。

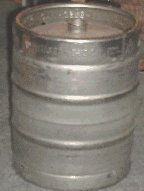
上面中央に1つだけ開口部がある典型的なケグ（ハーフ・バレル）

「フル・ケグ」は15.5米ガロン樽であり、決まって「ハーフ・バレル」（half-barrel）と呼ばれる。クォーター・バレル（Quarter Barrel）の容量は、7.75米ガロンである。一般的にケグは樽よりも小さな容器であるため、30ガロンかそれ以下である。
米国では「ハーフ・バレル」や「クォーター・バレル」という用語は、米国のビール樽が法律で31米ガロンと同量（これは一般的に「バレル」として知られる単位と同量でないことに注意）ということが規定されていることから派生したものである。15.5米ガロン入りのケグは以下のものとも同量である。
- 12.69 英ガロン
- 58.67 リットル
- 103.25 英パイント
- 124 米液量パイント
- 165 トゥエルヴ米液量オンス (12 fl oz) 盃
- 約 90 ボマー（bombers）
- 約 6.88 ケース 12 fl oz 24缶入り
- 約 5.5 ラック 12 fl oz 30缶入り
- 1,984 米液量オンス

しかし、ビール用ケグには様々な容量がある。
| 容量（米ガロン） | 容量（リットル） | 12 fl oz 入り飲料換算 | 16 fl oz入り飲料換算 | 20 fl oz入り飲料換算 | Weight of full keg (lb) | 別名                                                              |
| ---------------- | ---------------- | --------------------- | -------------------- | -------------------- | ----------------------- | ----------------------------------------------------------------- |
| 1.32             | 5                | 14                    | 10.6                 | 8.5                  | -                       | ミニ・ケグ / ブッバ（Bubba、使い捨て/リサイクル可能）             |
| 5                | 18.9             | 53                    | 40                   | 32                   | 55-60                   | ソーダ・シロップ / コーニー・ケグ（Corny Keg） / ホーム・ブリュー |
| 5.23             | 19.8             | 56                    | 42                   | 33                   | -                       | シックスス・バレル / トーピード・ケグ                             |
| 6.6              | 25               | 70                    | 50.25                | 42                   | -                       | 「ハーフ・バレル」（ヨーロッパ）                                  |
| 7.75             | 29.3             | 82                    | 62                   | 49                   | 90                      | クォーター・バレル / ポニー・ケグ                                 |
| 9.2              | 35.15            | 99                    | 74                   | 59                   | -                       | ウォール（Wall、「ビール瓶99本分」）                              |
| 13.2             | 50               | 140                   | 105                  | 84                   | -                       | インポート・ケグ（ヨーロッパ標準「バレル」）                      |
| 15.5             | 58.66            | 165.33                | 124                  | 99                   | 140 - 170               | ハーフ・バレル / フル・ケグ                                       |

### DINケグとユーロ・ケグ
ヨーロッパの国々で最も一般的なのは50 リットル 入りのケグであり、これにはメートル法のケグを使用していない英国も含まれている。英国で標準なのは、メートル法でほぼ正確に50 L の11英ガロンのケグである。ドイツ規格のDIN 6647-1とDIN 6647-2では30 Lと20 L のケグも規定している。新しいユーロ規格では、ドイツ規格のものより通常は太く背が低い形状の50、30、25、20 L 入りのケグを規定している。
| 内容量               | DIN 6647-1/-2  | DIN・ケグ 直径         | ユーロ・ケグ   | ユーロ・ケグ 直径      |
| -------------------- | -------------- | ---------------------- | -------------- | ---------------------- |
| 50 L（13.21 ガロン） | 600 mm（高さ） | 381 mm（ø 金属製ケグ） | 532 mm（高さ） | 408 mm（ø 金属製ケグ） |
| 30 L（7.93 ガロン）  | 400 mm（高さ） | 381 mm（ø 金属製ケグ） | 365 mm（高さ） | 408 mm（ø 金属製ケグ） |
| 25 L（6.61 ガロン）  | -              | -                      | 327 mm（高さ） | 395 mm（ø 金属製ケグ） |
| 20 L（5.28 ガロン）  | 310 mm（高さ） | 363 mm（ø 金属製ケグ） | 216 mm（高さ） | 395 mm（ø 金属製ケグ） |

地域によっては容量をリットルではなくビールで表す方が一般的な所がある。標準的なビールの容量が0.5 L （例えばドイツ）の地域では50 L 入りケグは100ビールとなる。

### 米1/2バレル・ケグの規格
標準のケグとして認められている規格は
| ケグの高さ                         | 23.3 インチ            |
| ケグの直径                         | 16.1–17.15627 インチ   |
| 内容量                             | 1984.0 米液量オンス    |
| 内容量                             | 15.5 米ガロン          |
| 内容量                             | 12.91 英ガロン         |
| 内容量                             | 58.7 リットル          |
| 満載時の重量                       | 160.5 ポンド (72.8 kg) |
| 空虚時の重量                       | 29.7 ポンド (13.5 kg)  |
| ビールの重量                       | 130.8 ポンド (59.3 kg) |
| 24 × 12 fl oz ケース相当           | 6.9 ケース             |
| 12 fl oz servings                  | 165.6                  |
| 16 fl oz （1 米パイント） servings | 124                    |

## ケグからの吐出
ケグ用にはパーティ・ポンプとガスタップという2種類の吐出器具がある。パーティ・ポンプは外気を利用したもので、これは細菌と間違いなくビールを酸化させる酸素をケグ内に引き入れることになり、ビールを濡れたボール紙のような味にさせることからビールの品質を低下させる。ケグでパーティ・ポンプを使用する場合は、ビールの味が低下する前の18–24時間以内に内容液を出し切ることが望ましい。ガスタップは通常は炭酸ガスを使用するが、ビールメーカーによっては混合ガス（ギネスは炭酸ガスを25%と窒素を75%）を要求している所もある。ガスタップを使用するケグでは適温で120日間まで保存できる。
あらゆる加圧容器と同様に圧縮空気や炭酸ガスで適正な加圧がなされていてもケグは破損し易い。:
「タッピング装置や加圧レギュレーターには圧力放出（ブローオフ）装置が備え付けられていなければなりません。もしタッピング装置に詳しくなければ小売店にご相談を・・・」（アンハイザー・ブッシュのケグの蓋に印刷されている注意書き）
一般的に米国やオーストラリアのケグやビール容器は、ビールを冷やしておくために氷や水の入ったバケツの中に置かれている。

## その他の形式のケグ

### コーネリアス・ケグ
コーネリアス・ケグ（cornelius keg、コーニーやソーダ・ケグという名称でも知られる）は、元々はソフトドリンク業者により使用されていたもので、現在ではビールの貯蔵やサーバーとして特に自家醸造（homebrewed）で一般的に使用されている。
コーネリアス・ケグは最初IMI・コーネリアス社（IMI Cornelius Company）により作られた。バッグ・イン・ボックス（Bag-In-Box：BIB）容器のような新しい技術が出現してくると、ソフトドリンク業者はほとんどのコーネリアス・ケグの使用を取り止めた。現在コーネリアス・ケグは趣味向けに作られている。

### ミニ・ケグ

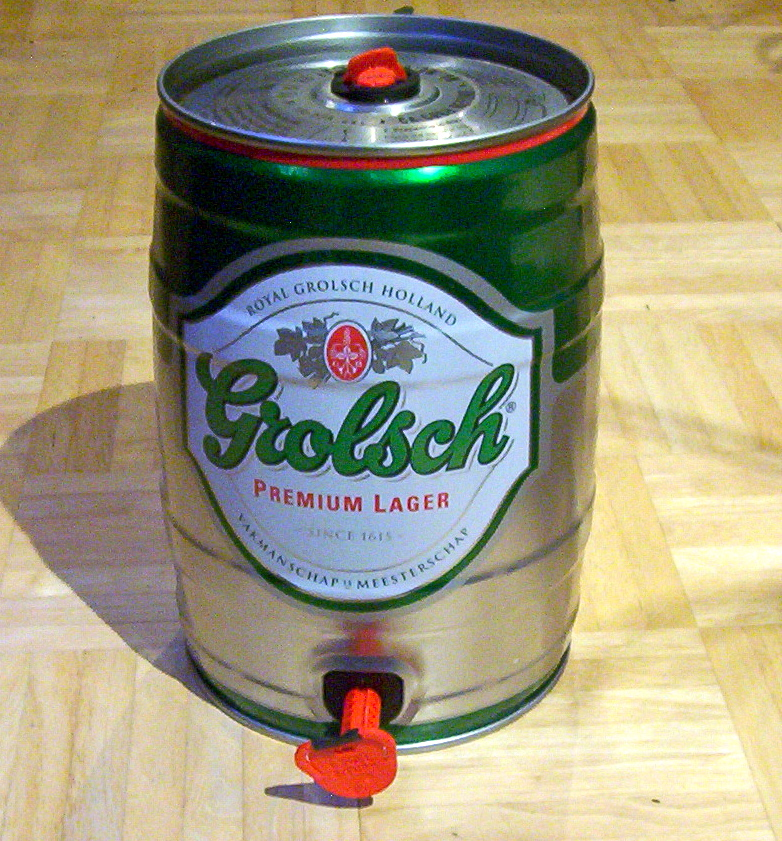
グロールシュのミニ・ケグ

「ミニ・ケグ」（mini keg）は小売業向けに作られる5 L 入りケグである。ブランドによっては下部に重力を利用した吐出口や注ぎ口が付いているものや、その他には低コストの圧力タップを使用しているものがある。ミニ・ケグは、通常は洗浄や再充填のためにメーカーに戻されることはないが、アルミニウム製のケグはリサイクルできるかもしれない。
カナダではモルソンがミニ・ケグのことを「ブッバ」（Bubba）と呼んでいた。その他のブランドの多くも同様だったため、現在のカナダではこの名称は5 L 入りケグ全てを指し示す用語となっている。ある会社がモルソンとは何の関係もなく米国でブッバ・ケグという言葉を使い始め、それが市場に現れ始めるとこのことが混乱を引き起こした可能性がある。
「ビール・ボール」（beer ball）や「パーティ・ボール」（party ball）という別の種類のミニケグもあり、この使い捨てのプラスチック製ボールは通常5.2ガロン、約55 トゥエルヴ液量オンスのビールが入るが、より小型の3.8ガロン入りのものもある。ケグと同様にボールからビールを注ぎ出すにはタップ（tap）が必要となる。

### ワンウェイ・ケグ
もう1種類のケグは「ワンウェイ・ケグ」（oneway keg）というもので、現在では世界中のほとんどの地域で使用されている。オーストラリアで発明されたワンウェイ・ケグであるエコ・ケグは、ほとんどが再利用可能であり鋼製ケグよりもかなり軽量である。30L と 38Lの2種類の大きさがあり、外装はプラスチック製か強化されたボール紙製のボックスケグのみ。市場に流通するこの他のワンウェイ・ケグは、キー・ケグ（keykeg）とシェーファー・アルミニウム・ケグ（Schaeffer aluminium keg）がある。

### クォーター・バレル（ポニー・ケグ）
「クォーター・バレル」（quarter barrel）、より一般的には「ポニー・ケグ」（pony keg）として知られるのが約7.75 USガロン（29.33 L）の液体が入るビール容器である。これは標準のビール用ケグの半分の大きさであり、1/4バレルと同量である。トゥエルヴ液量オンス入りコップの約82盃分である。ポニー・ケグの外観はフルサイズのケグと似ているが、人力で運ぶのは遥かに容易である。しかし、購入した場合にデポジットが必要、注ぎ出すにはタップ（tap）が必要、相応の量のビールが残っている場合（ケグの重さや浮力を測るのは同じ技術を要する）に運搬が困難といった不便な点も大きなケグと共通である。こういった欠点はあるが、中規模なパーティで安価にビールを調達するにはポニー・ケグは重宝する。

### シックスス・バレル
「シックスス・バレル」・ケグ（sixth barrel）は、「ハーフ・バレル」よりも小型のケグを使いたいと望む多くの企業や醸造所により選択されるようになってきている。シックスス・バレル・ケグの大きさと内容量は「コーネリアス・ケグ」と同じである。占有床面積が小さいことから小売業者は狭い場所により多種類のビールを置きことができ、ハーフバレルと同じ床面積を必要とするクォーター・バレルに早々と取って代わった。大きさ以外ではシックスス・バレル・ケグはフルサイズのケグと非常によく似ている。

## 英国とアイルランドでのケグの供給体制

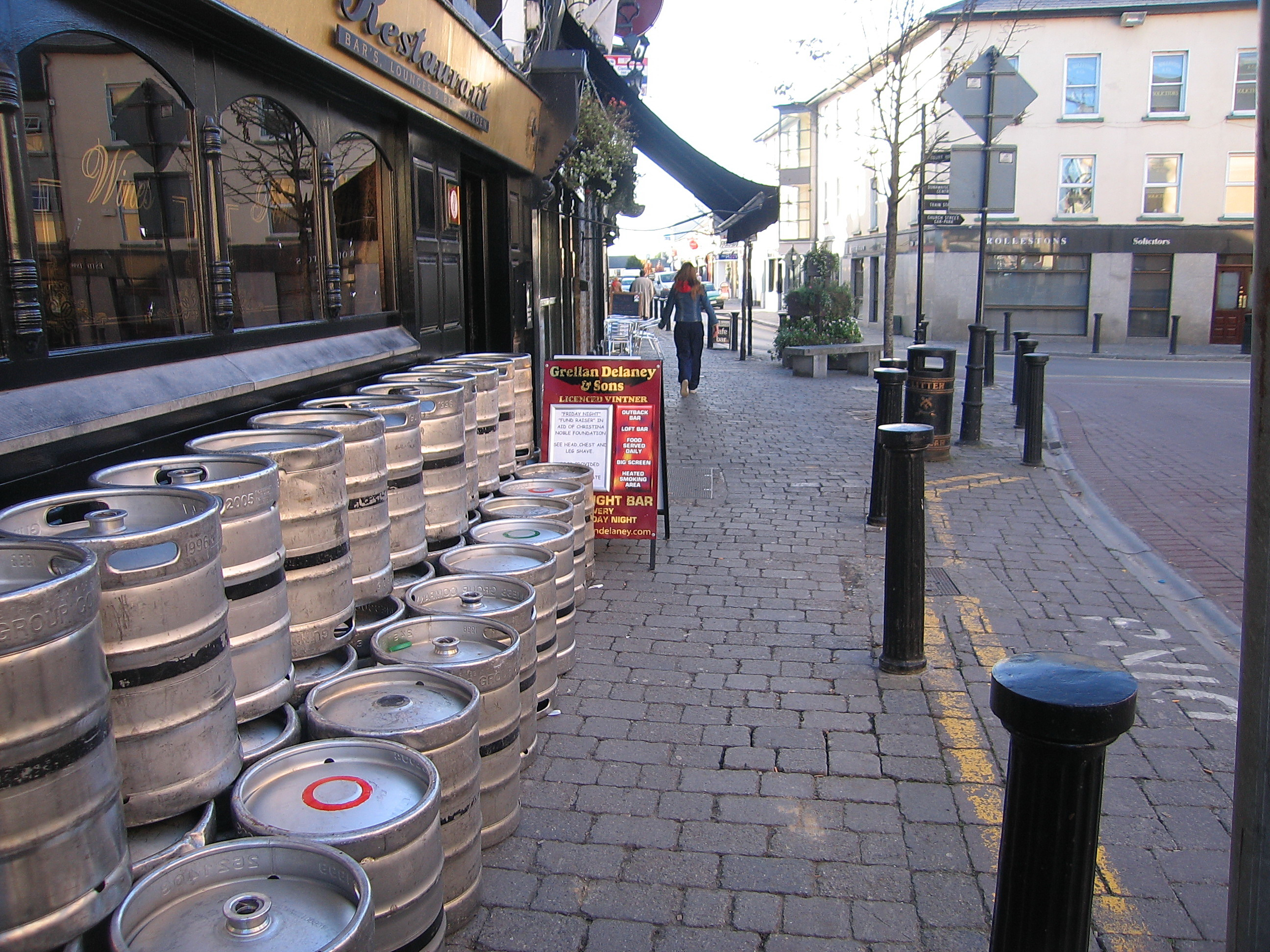
アイルランド、ポートラアスのパブの店先に並ぶ88-パイント入りケグ

英国とアイルランドでのケグの供給体制は非常に変わっており、ケグのカプラーは大部分が標準化されている一方でUECやU-タイプのものも幾つかは残っているが、これらはごく稀である。ケグ自体は鋼製のものとより軽量なアルミニウム製が増えている。標準的なケグの容量は11英ガロン（50 L/およそ88英パイント）で、大部分のケグ入りビールはこの大きさで供給されている。より小型の30 L（およそ54英パイント）容量のケグも通常は少量生産やヨーロッパ大陸製の高級ビール向けに使用されている。
ケグの製造業者の幾つかは18英ガロン（82 L/およそ144英パイント）と22英ガロン（100 L/およそ172英パイント）容量のケグも生産しているが、これらはその大きさから人力で取り扱うことが困難なために大きなイベントや回転率の高いバーでのみ使用される傾向にある。
非常に大量のビールを販売するバー用に36英ガロン（150 L/260英パイント）容量のケグもあるが、その巨大な大きさのために動かせる人がほとんどいないために現実的な選択とはいえない。

## ケグ法
2005年時点で米国では21の州と多くの地方自治体でケグに関する法規が存在する。この法規は、その対象、意図する目的、どれだけの強制力を持つかという点で非常に多岐にわたる。全ての主要なビールメーカーは社内でスピア付ケグを使用している。

## 関連項目

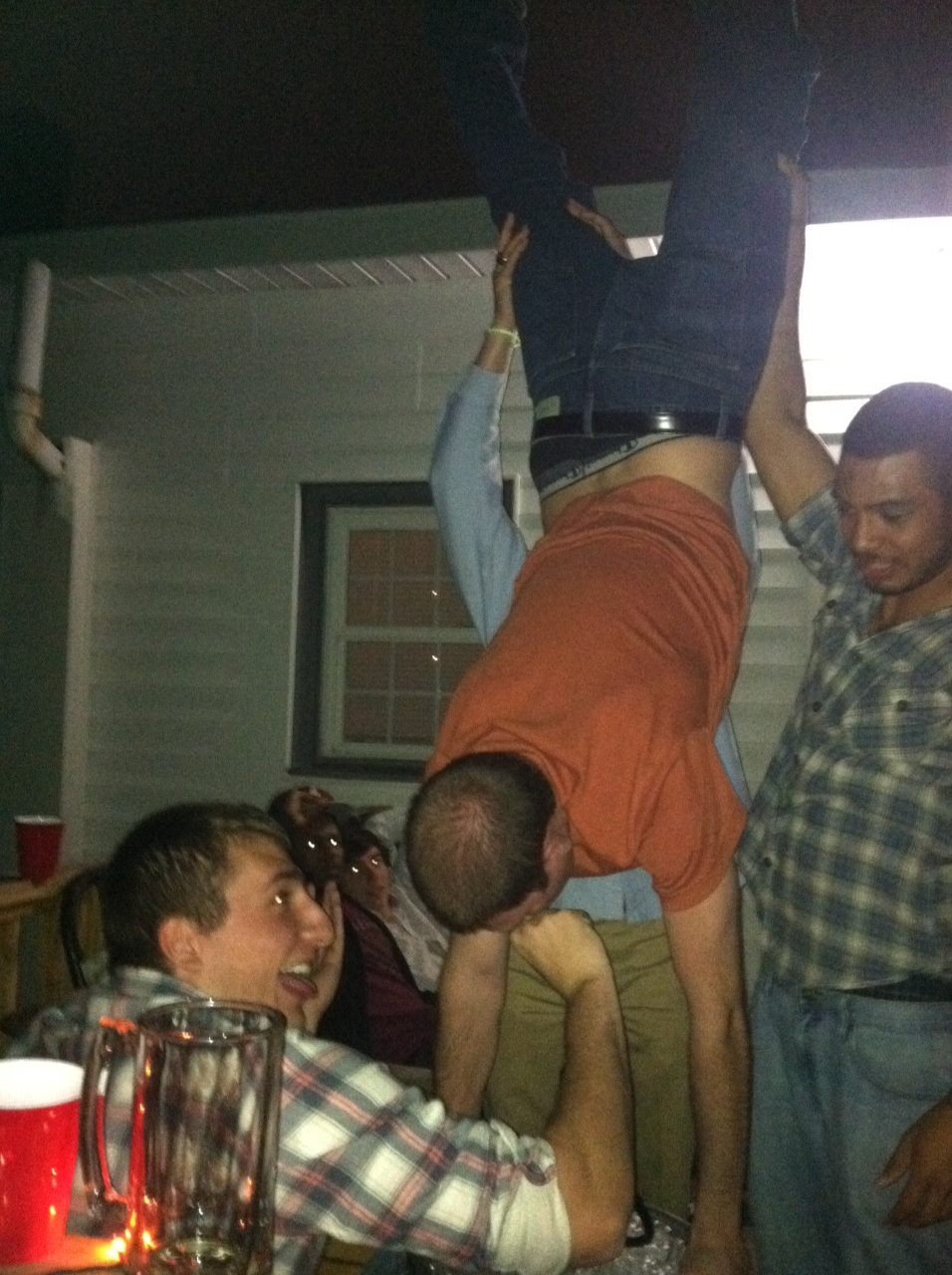
ケグ・スタンド